# ایزد آسمان

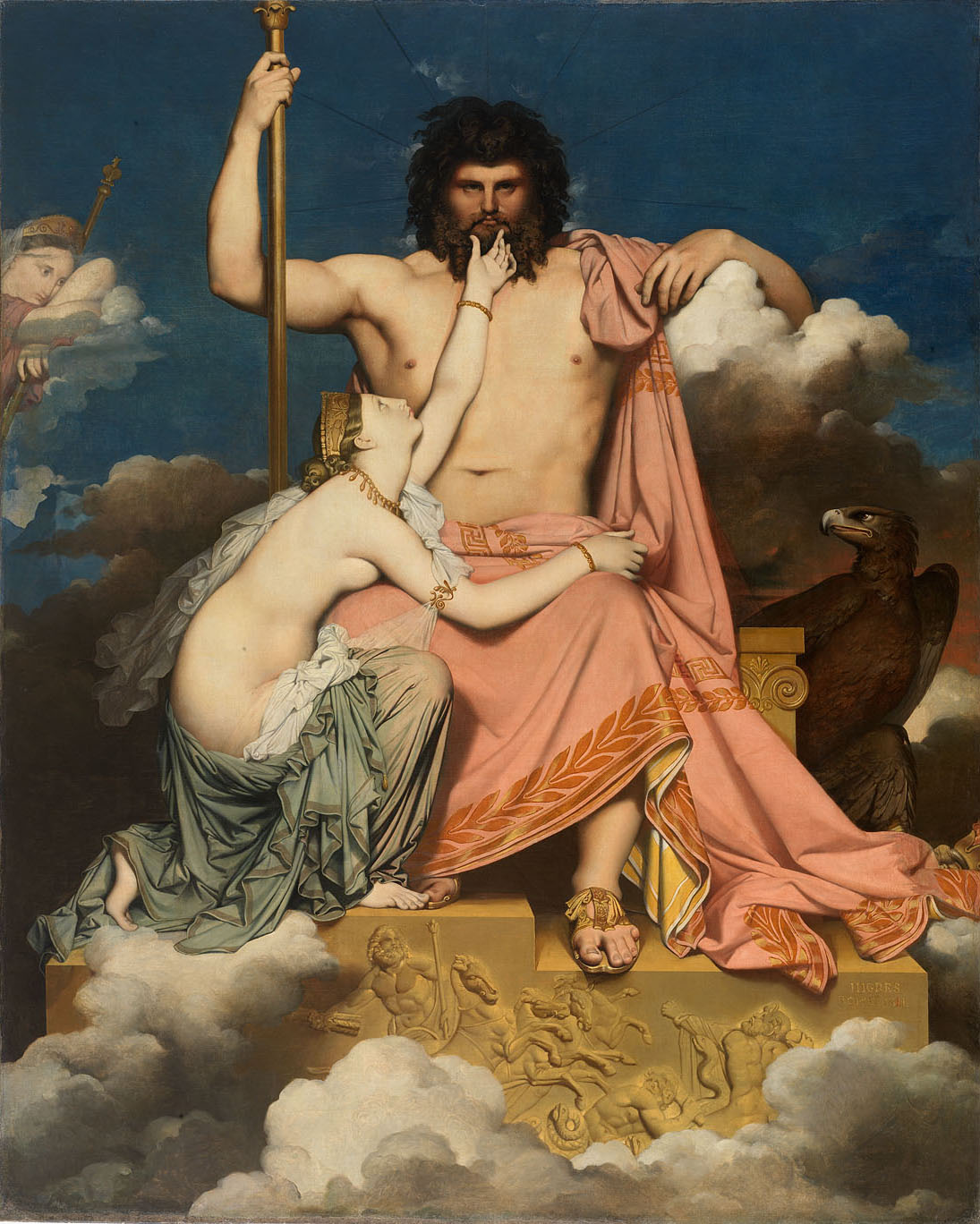
مشتری، پدر آسمانی دین و اسطوره‌شناسی رومی.

آسمان اغلب اهمیت مذهبی مهمی دارد. بسیاری از دین‌ها، اعم از چندخداپرستی و یکتاپرستی، خدایان وابسته به آسمان دارند.
خدایان روز و خدایان شب غالباً خدایان یک «جهان بالا» یا «جهان آسمانی» در برابر زمین و یک «جهان زیرین» هستند (خدایان جهان زیرین گاهی خدایان «چتونیک» نامیده می‌شوند). در اساطیر یونانی، اورانوس خدای اولیه آسمان بود که در نهایت زئوس جانشین او شد، که بر قلمرو آسمانی بر فراز کوه المپ حکومت می‌کرد. در مقابل المپیایی‌های آسمانی، خدای شهبانو، هادس، که بر جهان مردگان حکومت می‌کرد، و پوزئیدون، که بر دریا حکومت می‌کرد، قرار داشت.
خدایان ممکن است به صورت یک جفت بر آسمان حکومت کنند (به عنوان مثال، خدای عالی سامی باستان ال و الهه باروری اشیره که به احتمال زیاد او با آنها جفت شده‌است).